# 新城街道 (安康市)
新城街道，是中华人民共和国陕西省安康市汉滨区下辖的一个乡镇级行政单位。

## 行政区划
新城街道下辖以下地区：
北门社区、文昌社区、枣园社区、朝阳社区、新浦社区、南门社区、育才社区、香溪社区、静宁社区、双堤社区、教场社区、安火路社区、果园社区、水电总厂社区、印染厂社区、金川村、西坝村、程庄村、陈家沟村、东西沟村、屈家河村、九里村、大树岭村、枣园村、木竹桥村、高井村、白庙村、油房村和心石村。